# Selección de rugby de Botsuana
El seleccionado de rugby de Botsuana es el equipo representativo de la Botswana Rugby Union (BRU).

## Historia
Desde el 1997 comenzó a participar de las eliminatorias a la Copa del Mundo, y aún no ha logrado clasificar.
En el 2001 hace su debut en torneos continentales participando en la segunda división africana (CAR Trophy), durante esa década también jugó algunas temporadas en la primera división (Africa Cup). En los últimos años y con la entrada de más naciones a los torneos regionales, Botsuana se consolidó algún tiempo en primera. En el Rugby Africa Cup 2020 no pudo pasar a la etapa de grupos al perder el partido de clasificación contra Ghana.

## Palmarés
- Africa Cup 1C (1): 2012
- CAR Trophy (1): 2004
- CAR Trophy Sur (3): 2002, 2004, 2007

## Participación en copas
| - No ha clasificado - CAR Trophy 2001: 2.º de grupo - CAR Trophy 2002: 1.er puesto, 2º en general - CAR Trophy 2004: 1º puesto, 1º en general - CAR Trophy 2005: no participó - CAR Trophy 2006: 3º de grupo - CAR Trophy 2007: 1º puesto - CAR Trophy 2009: 4º puesto - Tour a Zambia 2002: perdió (1 - 0) - Tour a Países Bajos 2005: perdió (1 - 0) - Tour a Lesoto 2016: ganó (0 - 1) | - CAR 2003: 3º de grupo - Africa Cup 2008-09: 3º de grupo - Africa Cup 2010: 4º de grupo - Africa Cup 1C 2011: 4º puesto (último) - Africa Cup 1C 2012: Campeón invicto - Africa Cup 1C 2014: 3º puesto - Africa Cup 1B 2013: 4º puesto (último) - Africa Cup 1B 2015: 5º puesto - Africa Cup 1B 2016: 3º de grupo - Rugby Africa Silver Cup 2017: 4º puesto (último) - Rugby Africa Silver Cup 2018: 3º en el grupo |